# Arno van der Zwet
Pour les articles homonymes, voir Zwet.
Arno van der Zwet, né le 7 mai 1986 à Heerhugowaard, est un coureur cycliste néerlandais. Il participe à des compétitions sur route et le piste.

## Biographie
Arno van der Zwet naît le 7 mai 1986 à Heerhugowaard dans la province de Hollande-Septentrionale aux Pays-Bas.
Il intègre en 2012 l'équipe Koga.

## Palmarès sur route

### Par année
- 2007[1]
  - 2e du ZLM Tour
- 2009
  - Deux Jours de Venhuizen :
    - Classement général
    - 1re (contre-la-montre) et 2e étapes
- 2013
  - 2e étape de l'Olympia's Tour
  - 3e de l'Olympia's Tour
- 2016
  - Tour de Tobago :
    - Classement général
    - 1re étape

### Classements mondiaux
| Année           | 2008   | 2009 | 2010 | 2011 | 2012 | 2013 | 2014   |
| --------------- | ------ | ---- | ---- | ---- | ---- | ---- | ------ |
| UCI Europe Tour | 1 139e |      |      |      |      | 471e | 1 129e |

## Palmarès sur piste

### Championnats du monde
- Copenhague 2010[1]
  - 6e de la poursuite par équipes
  - 16e de la poursuite

### Coupe du monde
- 2008-2009
  - 3e de la poursuite par équipes à Manchester
- 2009-2010
  - 2e de la poursuite par équipes à Pékin

### Championnats nationaux
- 2006
  - 2e du championnat des Pays-Bas de course aux points
- 2007
  - 3e du championnat des Pays-Bas du scratch
  - 3e du championnat des Pays-Bas de l'omnium espoirs
- 2008
  - 3e du championnat des Pays-Bas de l'américaine
- 2009
  -  Champion des Pays-Bas de la course aux points
- 2012
  - 3e du championnat des Pays-Bas de l'omnium